# Монревель, Франсуа де Лабом
Франсуа де Лабом (фр. François de la Baume; ум. 1565), граф де Монревель — савойский государственный и военный деятель.

## Биография
Сын Клода де Лабома, барона дю Мон-Сен-Сорлен, и Гийеметты д'Иньи.
Барон дю Мон-Сен-Сорлен, после смерти своего кузена Жана IV де Лабома стал графом де Монревель. Барон де Фуасья, Марбо и Монрибло, сеньор де Сент-Этьен-сюр-Рессуз, Биольер, Полен, Ла-Феоль, Абержеман, Бонрепо, Сент-Этьен-дю-Буа, Эн-Аньер, Вале, Презийи, Иньи, Шатенуа, Сен-Мартен-ле-Шатель и Ле-Фель.
Карл III Савойский 2 сентября 1519 в Шамбери пожаловал Франсуа в рыцари ордена Аннунциаты, а 3 июля 1520 в Турине назначил своим советником и штатным камергером. В 1531 году вошел в состав братства Святого Георгия в графстве Бургундском. Луи Голлю упоминает его среди дворян, сопровождавших Карла V в 1552 году при осаде Меца.
После женитьбы Эммануэля Филиберта Савойского на Маргарите Французской король Генрих II дал Франсуа де Лабому ордонансовую роту из ста тяжеловооруженных всадников, сформированную из дворян Савойи и Бресса.
Герцог Савойский жалованной грамотой, данной в Ницце 1 июня 1560, назначил Франсуа де Лабома своим наместником, а затем, грамотой, данной в Верчелли 20 января 1561, губернатором и генеральным наместником в Савойе, Брессе, Бюже и Вальроме. Введен в должность 14 августа Рене де Льобаром, сеньором де Шателаром, сенатором савойского сената.
Грамотой, данной в Турине 2 июня 1563, герцог предоставил де Лабому возможность располагать местами в роте жандармов, когда таковые станут вакантными.
Составил завещание 8 ноября 1563.

## Семья
Жена (контракт 17.09.1548, Марбо, брак с церковного разрешения): Франсуаза де Лабом, дочь Жана IV де Лабома, графа де Монревеля, и Элен де Турнон. Вторым браком вышла за Франсуа де Керневенуа, сеньора де Карнавале
Дети:
- Антуан де Лабом (1557—1595), граф де Монревель. Жена (1583): Николь де Монмартен, дочь барона Филибера де Монмартена и Клодин де Понтайе
- Маргарита де Лабом (1.11.1559, Марбо — ?), дама дю Мон-Сен-Сорлен. Муж 1) (11.12.1572, Лон-ле-Сонье): Эме де Лабом, сеньор де Кревкёр и де Ла-Шо. Брак бездетный; 2) (14.12.1578, Арбуа): Африкен д'Англюр, принц д'Амблиз
- Эммануэль-Филибер де Лабом (29.12.1561—). Воспитывался в качестве пажа Эммануэля Филиберта Савойского. 6.08.1567 был назначен Карлом IX штатным дворянином Палаты короля и домов герцогов Анжуйского и Алансонского, с жалованием в 600 ливров в год. Участвовал в экспедиции герцога Алансонского во Фландрию, и был там убит выстрелом из мушкета (по словам Самюэля Гишнона и отца Ансельма, убит пулей, попавшей в пятку). Был холост
- Проспер де Лабом (20.03.1562, Марбо — 7.01.1599), апостольский протонотарий, каноник в Безансоне, аббат Шарльё, приор Марбо. В 1587 году стал аббатом дю Мируар в виконтстве Осон, в 1595 верховным деканом капитула Безансона, в 1598 стал преемником Антуана де Горрево, епископа Лозанны, в должности аббата Сен-Поль-де-Безансона. Погребен в церкви Сент-Этьен в Безансоне
- Анна де Лабом (13.01.1564, Сент-Илер — ?). Муж: Шарль-Максимильен де Грилле, граф де Сен-Тривье, камергер герцога Савойского и великий загонщик по эту сторону гор